# Vester Horne Herred

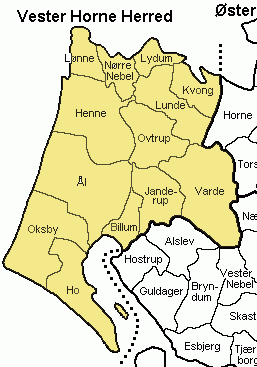
Vester Horne Herred

Vester Horne Herred was een herred in het voormalige Ribe Amt in Denemarken. Samen met Øster Horne Herred en Nørre Horne Herred vormde het oorspronkelijk  Hornshæreth dat in Kong Valdemars Jordebog wordt geboemd. 
Naast de stad  Varde omvatte de hered oorspronkelijk 13 parochies. Mosevrå, in Oksby, werd pas in 2010 een zelfstandige parochie.
- Billum
- Henne
- Ho
- Janderup
- Kvong
- Lunde
- Lydum
- Lønne
- Mosevrå (niet op de kaart)
- Nørre Nebel
- Oksby
- Ovtrup
- Varde
- Varde Landsogn
- Ål